# Pine Creek Township (Illinois)
Die Pine Creek Township ist eine von 24 Townships im Ogle County im Norden des US-amerikanischen Bundesstaates Illinois.

## Geografie
Die Pine Creek Township liegt im Norden von Illinois rund 160 km westlich von Chicago. Die Grenze zu Wisconsin liegt rund 70 km nördlich; der Mississippi, der die Grenze zu Iowa bildet, befindet sich rund 60 km westlich.
Die Pine Creek Township liegt auf 41°58′35″ nördlicher Breite und 89°27′31″ westlicher Länge und erstreckt sich über 102,82 km². 
Die Pine Creek Township liegt im südwestlichen Zentrum des Ogle County und grenzt im Norden an die Mount Morris Township, im Nordosten an die Rockvale Township, im Osten an die Oregon-Nashua Township, im Südosten an die Taylor Township, im Süden an die Grand Detour Township, im Südwesten an die Woosung Township, im Westen an die Buffalo Township und im Nordwesten an die Lincoln Township.

## Verkehr
Alle Straßen in der Pine Creek Township sind County Highways sowie weiter untergeordnete und zum Teil unbefestigte Fahrwege.
In Ost-West-Richtung verläuft durch die Pine Creek Township eine Eisenbahnlinie der BNSF Railway, die von Chicago nach Westen führt.
Der nächstgelegene Flugplatz ist der rund 2 km nordöstlich der Township gelegene Ogle County Airport; der nächstgelegene größere Flughafen ist der rund 45 km nordöstlich gelegene Chicago Rockford International Airport am südlichen Stadtrand von Rockford.

## Bevölkerung
Bei der Volkszählung im Jahr 2010 hatte die Township 758 Einwohner. Neben Streubesiedlung existiert in der Lincoln Township nur die gemeindefreie Siedlung Stratford.